# بخش تیونسانگ
بخش تیونسانگ (به انگلیسی: Tuensang district) یک بخش در هند است که در ناگالند واقع شده‌است. بخش تیونسانگ ۱۹۶٬۸۰۱ نفر جمعیت دارد.